# Núria Florensa i Peralta
Núria Florensa i Peralta   (Lleida) és una actriu i directora de teatre catalana. Com a directora teatral ha estrenat diverses obres al Teatre Gaudí Barcelona i al Teatre Tantarantana com Solstici, Ximpanzé, Ferides, Bilderberg o Tonta.
El 2019 va participar al laboratori de creació «As punk as possible» a la Sala Beckett, dirigit per Míriam Escurriola. Va protagonitzar les pel·lícules C'est toi, dirigida per Roser Teixidó i Jaume Farga, i Anne de Marta Viña. Pel que fa a la televisió ha participat en diverses sèries de TV3 com Cites, Com si fos ahir, La Riera o Nit i dia.